# BirdLife International
BirdLife International (sprva International Council for Bird Preservation, slovensko Mednarodni odbor za varovanje ptic) je mednarodna naravovarstvena organizacija, ki deluje na področju zaščite ptic in njihovih habitatov. Urejena je kot svetovna federacija partnerskih organizacij, ki združuje najpomembnejše lokalne inštitucije s področja varstva ptic, npr. angleško Royal Society for the Protection of Birds, ameriško National Audubon Society in druge. Skozi mrežo partnerskih organizacij je BirdLife International prisoten v več kot 100 državah na vseh celinah. Slovenski partner BirdLife international je Društvo za opazovanje in proučevanje ptic Slovenije.
Organizacijo sta ustanovila ornitologa Gilbert Pearson in Jean Theodore Delacour leta 1922. Po 2. svetovni vojni je organizacija, ki se je ukvarjala v glavnem z lobiranjem za varstvo narave, postala neaktivna. Ponovno so začeli z aktivnostjo leta 1983, ko je bil imenovan direktor s polnim delovnim časom. Leta 1993 so spremenili ime v BirdLife International. Trenutna častna predsednica je japonska princesa Takamoto.
Birdlife International je avtoriteta za presojo ohranitvenega stanja ptic za IUCN.